# Сергій Чекір
Сергій Чекір (нар. 15 жовтня 1990 р.) — молдавський важкоатлет, який змагається у вазі 69 кг. Він посів сьоме місце на Олімпіаді-2016. Він завоював бронзову медаль  на чемпіонаті Європи з важкої атлетики 2014 року.
На чемпіонаті Європи у 2015 році, який проходив у Тбілісі, став п'ятим, набравши в сумі 311 кілограмів (143 + 168). У ривку Сергій показав четвертий результат, а в поштовху - шостий, що і дало йому в сумі двоєборства п'яту позицію.

## Основні результати
| Рік                                | Місце проведення   | Вага             | Витяг (кг)       | Витяг (кг)       | Витяг (кг)       | Витяг (кг)       | Чистий та ривок (кг) | Чистий та ривок (кг) | Чистий та ривок (кг) | Чистий та ривок (кг) | Всього           | Ранг             |
| Рік                                | Місце проведення   | Вага             | 1                | 2                | 3                | Ранг             | 1                    | 2                    | 3                    | Ранг                 | Всього           | Ранг             |
| Чемпіонати світу                   | Чемпіонати світу   | Чемпіонати світу | Чемпіонати світу | Чемпіонати світу | Чемпіонати світу | Чемпіонати світу | Чемпіонати світу     | Чемпіонати світу     | Чемпіонати світу     | Чемпіонати світу     | Чемпіонати світу | Чемпіонати світу |
| ---------------------------------- | ------------------ | ---------------- | ---------------- | ---------------- | ---------------- | ---------------- | -------------------- | -------------------- | -------------------- | -------------------- | ---------------- | ---------------- |
| 2015 рік                           | Х'юстон, США       | 69 кг            | 138              | 143              | 147              | 10               | 170                  | 176                  | 176                  | 19                   | 313              | 14               |
| 2014 рік                           | Алмати, Казахстан  | 69 кг            | 138              | 142              | 142              | 11               | 171                  | 172                  | 172                  | ---                  | 0                | ---              |
| Чемпіонат Європи з важкої атлетики |                    |                  |                  |                  |                  |                  |                      |                      |                      |                      |                  |                  |
| 2012 рік                           | Анталія, Туреччина | 69 кг            | 135              | 135              | 140              | 8                | 165                  | 171                  | 175                  |                      | 315              | 5                |
| 2013 рік                           |                    | 69 кг            | 137              | 141              | 143              |                  | 167                  | 172                  | 174                  | 6                    | 310              | 4                |
| 2014 рік                           |                    | 69 кг            | 136              | 141              | 143              |                  | 169                  | 172                  | 175                  |                      | 315              |                  |
| 2015 рік                           |                    | 69 кг            | 138              | 143              | 146              | 4                | 168                  | 175                  | 176                  | 6                    | 311              | 5                |